# Actinocythereis exanthemata
Actinocythereis exanthemata är en kräftdjursart. Actinocythereis exanthemata ingår i släktet Actinocythereis och familjen Trachyleberididae. Inga underarter finns listade i Catalogue of Life.